# 630M
630М — дизель-поезд, изготовленный фирмой PESA Bydgoszcz SA. Поставлялся на Украину, в Казахстан и Литву. Литовская железная дорога использует его на маршруте Вильнюс — Минск. Представляет собой двухвагонный сочленённый рельсовый автобус (192 сидячих места). Дизель-поезд  оборудован удобными сиденьями, информационная "бегущая" строка, системы отопления и кондиционирования воздуха. В санузле — биотуалет, умывальник с полотенцами и салфетками, пассажиры с ограниченными возможностями могут использовать имеющиеся для крепления инвалидных колясок ремни. Для осуществления визуального контроля есть 4 наружных и 10 внутренних видеокамер, открытие дверей салона возможно как с места, так и из кабины машиниста.

## Эксплуатация
- Украинские железные дороги:

630M-001 — Львовская железная дорога (РПЧ-2 Тернополь)
630M-002 — Львовская железная дорога (РПЧ-2 Тернополь)
Первый рейс состоялся 24 июня 2011 года по маршруту Шепетовка — Хмельницкий — Винница.
- Казахстанские железные дороги:

630М-003
Работает на маршруте Алматы 1 — Капчагай.
- Литовские железные дороги:

630M-004 (ТЧ-1 Вильнюс)
630M-005 (ТЧ-1 Вильнюс)
630M-006 (ТЧ-1 Вильнюс)
С 26 мая 2013 года два состава эксплуатируются на маршруте Минск — Вильнюс. При увеличенном пассажиропотоке используются в сдвоенном варианте.